# Ocyptamus filii
Ocyptamus filii är en tvåvingeart som först beskrevs av Doesburg 1966.  Ocyptamus filii ingår i släktet Ocyptamus och familjen blomflugor.
Artens utbredningsområde är Surinam. Inga underarter finns listade i Catalogue of Life.